# Корректор высоты тона
Корректор высоты тона (англ. Pitch correction) — электронный блок эффектов или аудиоредактор, который изменяет интонацию аудиосигнала так, что все тона становятся нотами на равномерно темперированном строе (например, как на пианино). Устройства коррекции высоты тона делают это, не затрагивая других звуковых аспектов тона. Корректор высоты тона сначала определяет тон аудиосигнала (используя алгоритм определения высоты тона), потом рассчитывает нужное изменение и модифицирует аудиосигнал соответственно. Корректор высоты тона широко используется в западной популярной музыке для обработки вокальных партий.